# Ponte di Sutong
Il ponte di Sutong è un ponte strallato che attraversa il Fiume Azzurro tra Nantong e Changshu nella Repubblica Popolare di Cina. Il ponte è stato aperto al traffico il 25 maggio 2008, e ufficialmente inaugurato il 30 giugno 2008.
Con la sua campata centrale di ben 1.088 m, esso è stato, nel periodo 2008 - 2012, il ponte strallato di maggior luce libera del mondo. Le due pile sono alte 306 m, e il ponte, compresi i viadotti di accesso, ha una lunghezza complessiva di 8.206 m. La costruzione di questa grande opera è stata rapidissima: iniziata nel giugno 2003 e completata nel giugno 2007. Il suo costo complessivo è stato di 1.7 miliardi di dollari.